# Jessica Harmon
Jessica Harmon (ur. 27 grudnia 1985 r. w Barrie) – kanadyjska aktorka.
Wystąpiła w roli Megan w horrorze Glena Morgana Krwawe święta (2006). Pojawiła się także w serialach Instynkt mordercy, Pasadena, filmach Człowiek widmo 2 (2006), John Tucker musi odejść (2006) oraz w komedii młodzieżowej Agent Cody Banks (2003). Jej młodszy brat, Richard Harmon także jest aktorem.